# Heydenia tuberculata
Heydenia tuberculata är en stekelart som beskrevs av Sureshan 2000. Heydenia tuberculata ingår i släktet Heydenia och familjen puppglanssteklar. Inga underarter finns listade i Catalogue of Life.